# Eduardo de la Barra (Fußballspieler)
Eduardo Federico de la Barra Tobar (* 9. November 1959; †  23. Januar 2025 in Concepción) war ein chilenischer Fußballspieler, der als Abwehrspieler agierte. Nach seiner aktiven Karriere war er als Fußballtrainer tätig.

## Karriere

### Spieler
Eduardo de la Barra begann seine Karriere 1972 bei Ñublense und wechselte 1973 zu Green Cross-Temuco. Nach einer Station beim brasilianischen Verein Avaí FC kehrte er in die Heimat zurück und spielte in der Primera División für Deportes Concepción, Naval und Fernández Vial. 1984 kehrte er zu Deportes Concepción zurück und schaffte mit dem Team den Aufstieg aus der Segunda División. Er beendete dort 1985 seine Spielerkarriere.

### Trainer
Anschließend begann er bei Deportes Concepción seine Trainerkarriere und stand mehrere Male für den Klub an der Seitenlinie. Zudem war er Trainer bei Naval de Talcahuano, das sich 1992 auflöste und aus dem sich der Nachfolgeklub Deportes Talcahuano formierte. Lange Zeit arbeitete er auch in der Jugend von Universidad de Concepción; von 2017 bis 2021 trainierte er dort die Frauenmannschaft.

## Sonstiges
2023 wurde bei ihm Nierenkrebs diagnostiziert, dem er im Januar 2025 erlag.